# Kebongulo
Kebongulo is een bestuurslaag in het regentschap Boyolali van de provincie Midden-Java, Indonesië. Kebongulo telt 1409 inwoners (volkstelling 2010).